# Pardosa ghigii
Pardosa ghigii este o specie de păianjeni din genul Pardosa, familia Lycosidae, descrisă de Lodovico di Caporiacco în anul 1932.
Este endemică în Morocco. Conform Catalogue of Life specia Pardosa ghigii nu are subspecii cunoscute.